# Powiat chrzanowski

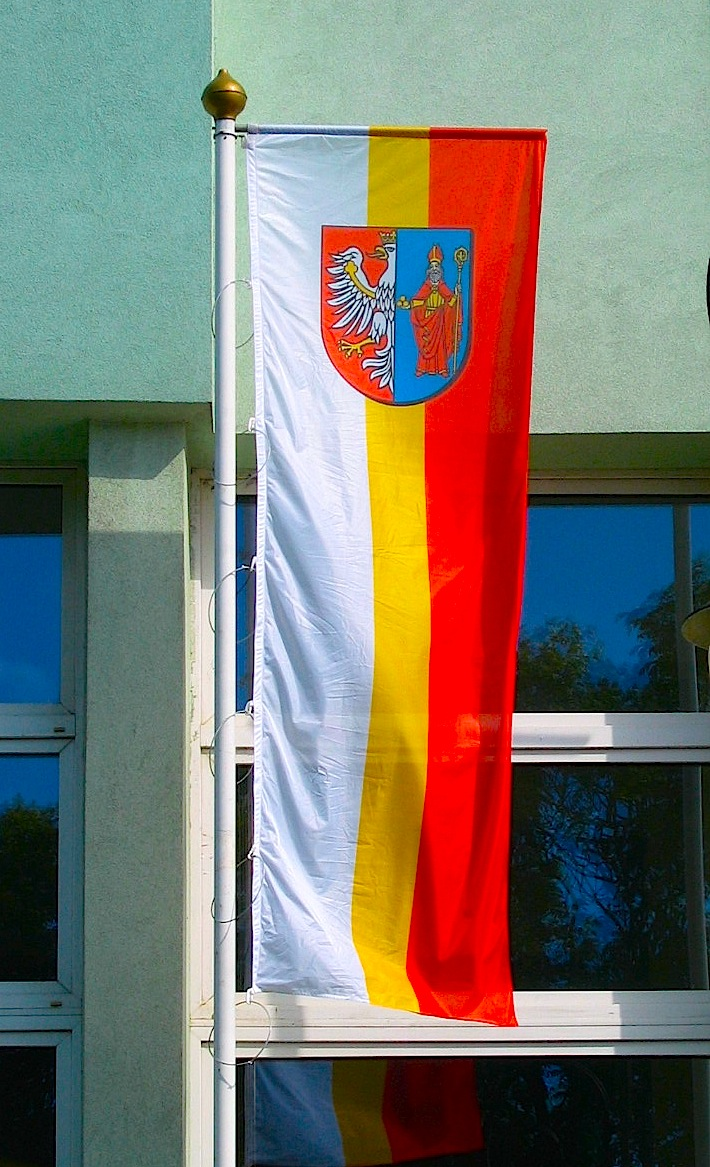
Flaga powiatu przed budynkiem Starostwa w Chrzanowie

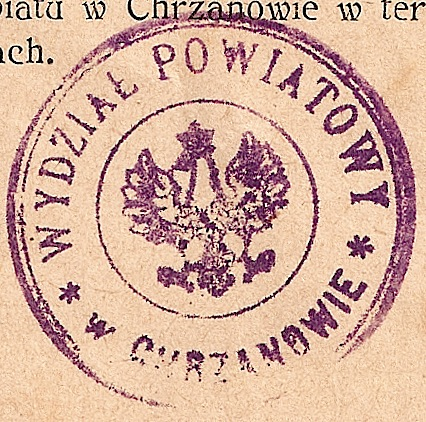
Pieczęć Starostwa w Chrzanowie z dokumentu z 1929 r.

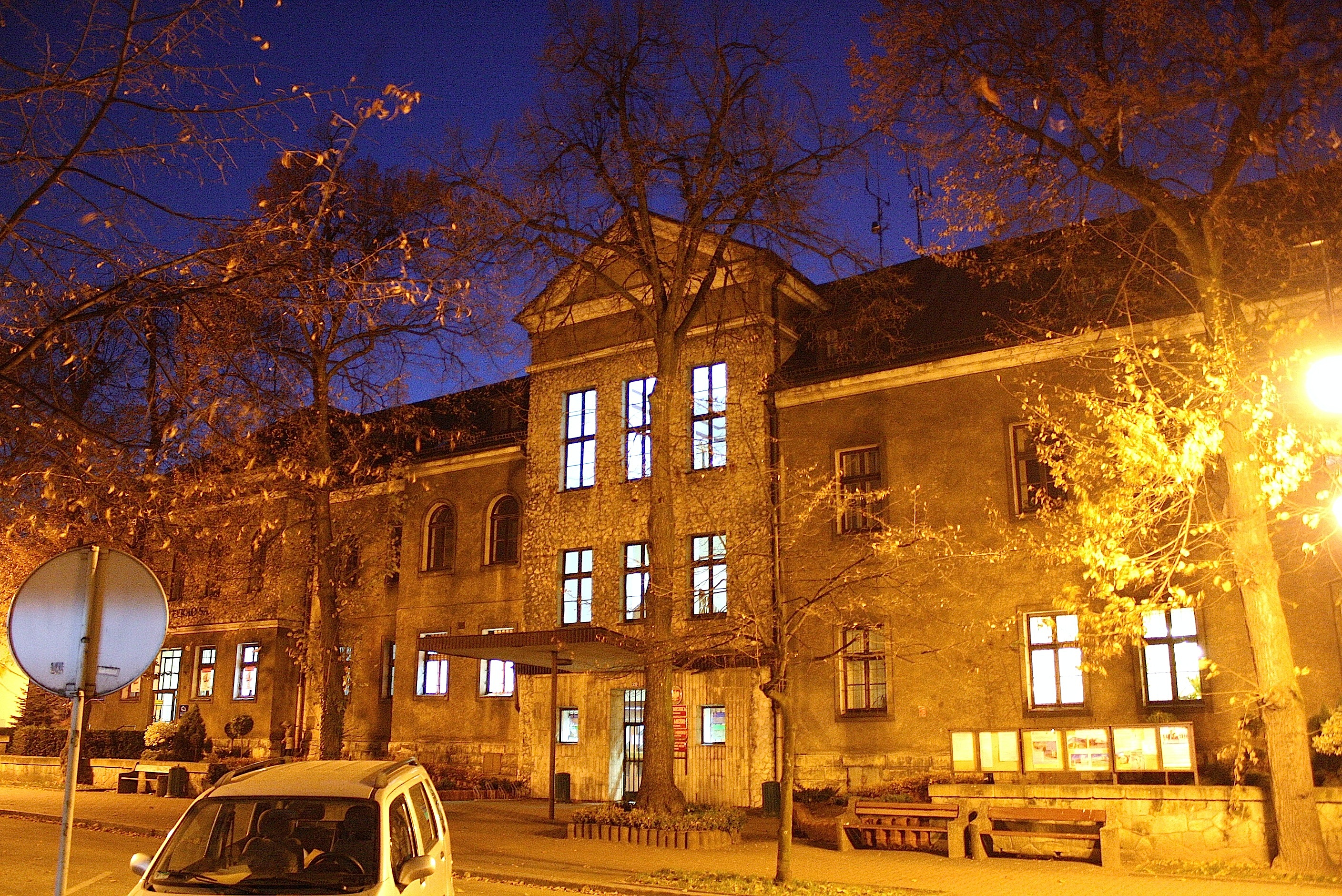
Dawny budynek Starostwa Powiatowego w Chrzanowie przy al. Henryka

Powiat chrzanowski – powiat w Polsce w województwie małopolskim, odtworzony w 1999 roku w ramach reformy administracyjnej. Jego siedzibą jest miasto Chrzanów. Powiat chrzanowski powstał po raz pierwszy w latach 1853/1854 jako jeden z dwóch powiatów Wielkiego Księstwa Krakowskiego w Królestwie Galicji.
Według danych z 31 grudnia 2019 roku powiat zamieszkiwało 124 536 osób. Natomiast według danych z 30 czerwca 2020 roku powiat zamieszkiwało 124 190 osób.

## Geografia

### Podział administracyjny
W skład powiatu wchodzą:
- gminy miejsko-wiejskie: Alwernia, Chrzanów, Libiąż, Trzebinia
- gminy wiejskie: Babice
- miasta: Alwernia, Chrzanów, Libiąż, Trzebinia

### Środowisko geograficzne
Według najnowszej aktualizacji przebiegu granic mezoregionów fizycznogeograficznych Polski, przygotowanej przez PAN, powiat chrzanowski leży w południowo-zachodniej części Wyżyny Krakowsko-Częstochowskiej. Z kolei utwory geomorfologiczne w zachodniej części powiatu  należą do Pagórów Jaworznickich, części Wyżyny Śląskiej. Południowa część powiatu  leży w Kotlinie Oświęcimskiej części Doliny Górnej Wisły.  Występowanie poszczególnych jednostek geomorfologicznych przedstawia się następująco:
- południowo-zachodni fragment Wyżyny Olkuskiej (gmina Trzebinia),
- zachodni fragment Rowu Krzeszowickiego (południowa i zachodnia część gminy Trzebinia, wschodnia i zachodnia część gminy Chrzanów, północna część gminy Libiąż),
- zachodni fragment Garbu Tenczyńskiego (gminy: Alwernia, Babice, Libiąż i Chrzanów),
- wschodni fragment Pagórów Jaworznickich (północno-zachodnia część gminy Chrzanów, niewielki klin w środkowej części gminy Trzebinia).
- południowy  fragment Dolina Górnej Wisły (południowa część gminy Libiąż, Babice i Alwernia[5])

Południową granicę powiatu wyznacza rzeka Wisła, a jej lewy dopływ Chechło jest największą z lokalnych rzek.

### Użytkowanie gruntów
- grunty orne – 25,17%
- sady – 0,55%
- łąki – 5,91%
- pastwiska – 0,63%
- lasy i grunty leśne – 40,02%
- pozostałe grunty – 27,72%[potrzebny przypis]

## Historia

### Dzieje ziem powiatu do 1853 r.
Teren powiatu chrzanowskiego w jego największej historycznej rozciągłości, należy do najstarszych ośrodków osadniczych w Polsce. Dzieje powiatu chrzanowskiego związane są z górnictwem rud cynku i ołowiu, z których uzyskiwano też spore ilości srebra.
Pierwsze wzmianki źródłowe na temat Chrzanowa pochodzą z XII wieku. Zapiski dotyczą handlowego, tranzytowego charakteru miasta na drodze ze Śląska do Małopolski i dalej na Ruś. W okresie I Rzeczypospolitej ziemie obecnego powiatu należały do powiatu krakowskiego od 1397 r. i podlegały staroście grodowemu w Krakowie. W 1795 r. zostały włączone do dystryktu olkuskiego w Galicji Zachodniej. W 1809 r. przeszły pod administrację Księstwa Warszawskiego i należały do departamentu krakowskiego. W latach 1815–1846 ziemie obecnego powiatu wchodziły w skład Wolnego Miasta Krakowa. Od 1846 r. należały do włączonego do Austrii Wielkiego Księstwa Krakowskiego.

### Powiat chrzanowski 1853–1945
Powiat chrzanowski powstał w latach 1853/54 w ramach reformy administracyjnej przeprowadzonej w Wielkim Księstwie Krakowskim i Królestwie Galicji, które zostały podzielone na powiaty. W 1860 r. do powiatu chrzanowskiego wcielono powiat jaworznicki. Od tego czasu, aż do roku 1939, granice powiatu pozostały niezmienne i na zachodzie biegły wzdłuż rzeki Przemszy, oddzielającej powiat od Górnego Śląska. Na południu granica powiatu opierała się na Wiśle, a na północy o granicę Austrii (Wielkiego Księstwa Krakowskiego) z Rosją (Królestwem Polskim), a po 1918 r. była to granica pomiędzy województwem krakowskim i kieleckim. Na wschodzie granica powiatu przebiegała na wschód od Poręby-Żegot i Rudawy, granicząc z powiatem krakowskim. Powierzchnia powiatu wynosiła 721 km², a ludność w 1931 r. liczyła 138 960 mieszkańców.
Starostowie w II RP:
- Zygmunt Żuławski (1919)
- Aleksander Des Loges (1920)
- Włodzimierz Hendrich (1923)[7][8]
- Mieczysław Solecki (1923-)[9]
- Władysław Trześniowski (1926–1927)
- Mieczysław Łęcki (1928–1936)
- Antoni Basara (1936–1939)

Jesienią 1939 r., po ataku i podboju, okupacji Polski przez III Rzeszę, powiat chrzanowski został po raz pierwszy w swej historii podzielony: zachodnia część z Chrzanowem, Jaworznem i Trzebinią została włączona bezpośrednio do Rzeszy Niemieckiej na prawach powiatu w Gau Oberschlesien. Wschodnia część z Krzeszowicami została włączona do Generalnego Gubernatorstwa. Taki podział utrzymał się do końca wojny. Od jesieni 1939 r. do stycznia 1940 r. obowiązki okupacyjnego starosty (landrata) pełnił dr Schutz, a od stycznia 1940 r. dr Cantner, który oficjalną nominację na starostę chrzanowskiego otrzymał dopiero 1 maja 1941 r.

### Powiat chrzanowski w latach 1945–1975
Odrodzony po II wojnie światowej powiat chrzanowski powrócił do swych granic sprzed 1939 r. Należał do województwa krakowskiego i obejmował początkowo miasta: Chrzanów, Jaworzno, Szczakowa, Trzebinia i Krzeszowice oraz okoliczne obszary wiejskie. W 1953 r. od powiatu oderwano osiedle Jęzor i przyłączono do powiatu sosnowieckiego w woj. katowickim. Rok później powiat chrzanowski powiększył się o wieś Brzoskwinia scedowaną przez powiat krakowski. Jednocześnie od powiatu oderwano wieś Lgota, którą przyłączono do powiatu olkuskiego. W 1958 r. Lgota powróciła w granice powiatu chrzanowskiego.
W roku 1954 na mocy reformy administracyjnej na obszarach wiejskich powołano gromady, z których następnie w roku 1956 wyodrębniono osiedla: Chełmek i Libiąż Mały, a w roku 1958 kolejne osiedla Siersza i Jeleń. Miasto Jaworzno w roku 1956 zostało wyłączone z powiatu chrzanowskiego, stając się miastem na prawach powiatu. Do Jaworzna przyłączono okoliczne wsie.
Dziesięć lat później – w roku 1968 – ludność i powierzchnia utworzonych jednostek administracyjnych przedstawiała się następująco:
| Jednostka                                         | Ludność | Powierzchnia |
| Powiat chrzanowski 3 miasta, 4 osiedla, 17 gromad | 151 000 | 648 km²      |
| Jaworzno 1 miasto na prawach powiatu              | 62 000  | 79 km²       |

W roku 1969 osiedla Chełmek i – po zmianie nazwy – Libiąż uzyskały prawa miejskie, a osiedle Siersza zostało połączone z Trzebinią w miasto Trzebinia-Siersza. W 1958 roku Jeleń otrzymał status osiedla, a w 1973 roku prawa miejskie 
W roku 1973, wraz z ustawowym zniesieniem statusu osiedli zniesiono gromady wiejskie, powołując w ich miejsce gminy w kształcie zbliżonym do obecnego.

### Obszar byłego powiatu w latach 1975–1998
Teren dotychczas istniejącego powiatu chrzanowskiego oraz Jaworzna został wskutek reformy administracyjnej z roku 1975 podzielony między województwa:
- katowickie, w którym znalazły się miasta Chrzanów, Jaworzno, Jeleń, Libiąż i Trzebinia-Siersza oraz gminy Babice i Myślachowice (a także gminy wiejskie z siedzibą w wymienionych miastach),
- krakowskie, do którego trafiły Krzeszowice (miasto i gmina) oraz gmina Alwernia,
- bielskie, w którym znalazły się miasto i gmina Chełmek.

W roku 1977 miasto Jeleń przyłączono do Jaworzna jako kolejną dzielnicę, a nazwę miasta Trzebinia-Siersza zredukowano tylko do pierwszego członu. Dokonano korekt w podziale na gminy, likwidując m.in. gminę Myślachowice.
Wraz z powołaniem pomocniczych jednostek województwa katowickiego – tzw. rejonów – Chrzanów, Jaworzno, Trzebinia, Libiąż i Babice utworzyły rejon chrzanowski.
Wskutek reformy z lat 1991–1992 miasta Chrzanów, Trzebinia i Libiąż połączyły się z gminami wiejskimi mającymi w nich siedziby (miasto i gmina z siedzibą w mieście posiadały de facto wspólne urzędy), tworząc trzy gminy miejsko-wiejskie. W ten sposób liczba gmin w rejonie chrzanowskim zmniejszyła się z ośmiu do pięciu.
W roku 1993 Alwernia, pozostająca w województwie krakowskim, uzyskała prawa miejskie i stała się siedzibą gminy miejsko-wiejskiej.

### Powiat chrzanowski od 1999 roku
Na etapie projektowania nowego podziału administracyjnego, uwzględniającego istnienie powiatów, władze gminy Krzeszowice zdecydowanie sprzeciwiały się przyłączeniu do powiatu chrzanowskiego, dążąc do powołania odrębnego powiatu krzeszowickiego. Wynikało to między innymi z obaw, że Chrzanów zdecyduje się wejść w skład województwa śląskiego. Jednak władze Chrzanowa, Libiąża, Trzebini i Babic opowiedziały się za wejściem do województwa małopolskiego. Władze Alwerni wyraziły chęć dołączenia do tych czterech gmin i utworzenia wspólnego powiatu, natomiast Jaworzno głównie z przyczyn ekonomicznych i infrastrukturalnych zdecydowało się wejść w województwo śląskie. Nie doszło do utworzenia powiatu krzeszowickiego ze względu na niespełnienie kryteriów ludnościowych. Z kolei władze Chełmka zdecydowały o zachowaniu istniejącego powiązania administracyjnego z Oświęcimiem.
W rezultacie, istniejący w obecnym kształcie od 1999 roku powiat chrzanowski nie obejmuje już miast: Jaworzno (obecnie samodzielne miasto na prawach powiatu w województwie śląskim), Chełmek (obecnie w powiecie oświęcimskim, województwo małopolskie) oraz Krzeszowice (obecnie w powiecie krakowskim, także województwo małopolskie).
Starostowie chrzanowscy:
- Andrzej Saługa, styczeń 1999 – grudzień 2001
- Ryszard Kosowski, grudzień 2001 – listopad 2002
- Wiktor Cypcar, listopad 2002 – listopad 2004
- Kazimierz Boroń, listopad 2004 – listopad 2006
- Janusz Szczęśniak, listopad 2006 – grudzień 2010
- Adam Potocki, grudzień 2010 – grudzień 2014
- Janusz Szczęśniak, grudzień 2014 – listopad 2018
- Andrzej Uryga, listopad 2018 – maj 2024
- Bartłomiej Gębala, maj 2024 –[12]

Wicestarostowie chrzanowscy:
- Ryszard Kosowski, styczeń 1999 – lipiec 2000
- Tadeusz Kołacz, lipiec 2000 – listopad 2004
- Stanisława Klimczak, listopad 2004 – listopad 2006
- Adam Potocki, listopad 2006 – grudzień 2010
- Maria Siuda, grudzień 2010 – grudzień 2014
- Krzysztof Kasperek, grudzień 2014 – listopad 2018
- Bartłomiej Gębala, listopad 2018 – maj 2024
- Ewa Jędrysik, maj 2024 –[13]

## Ludność

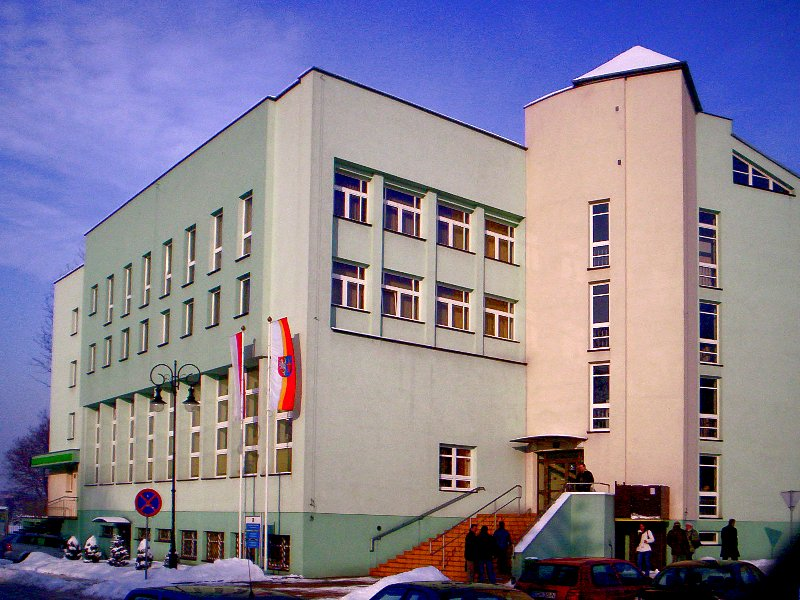
Starostwo Powiatowe w Chrzanowie

### Statystyka
Liczba ludności (dane z 30 czerwca 2008):
|        | Ogółem  | Ogółem | Kobiety | Kobiety | Mężczyźni | Mężczyźni |
| osób   | %       | osób   | %       | osób    | %         |           |
| ------ | ------- | ------ | ------- | ------- | --------- | --------- |
| Ogółem | 127 660 | 100    | 65 868  | 51,60   | 61 792    | 48,40     |
| Miasto | 80 254  | 62,87  | 41 546  | 32,54   | 38 708    | 30,32     |
| Wieś   | 47 406  | 37,13  | 24 322  | 19,05   | 23 084    | 18,08     |

▶Wieś vs ▶miasto
Ogółem (▶k, ▶m)
Miasto (▶k, ▶m)
Wieś (▶k, ▶m)

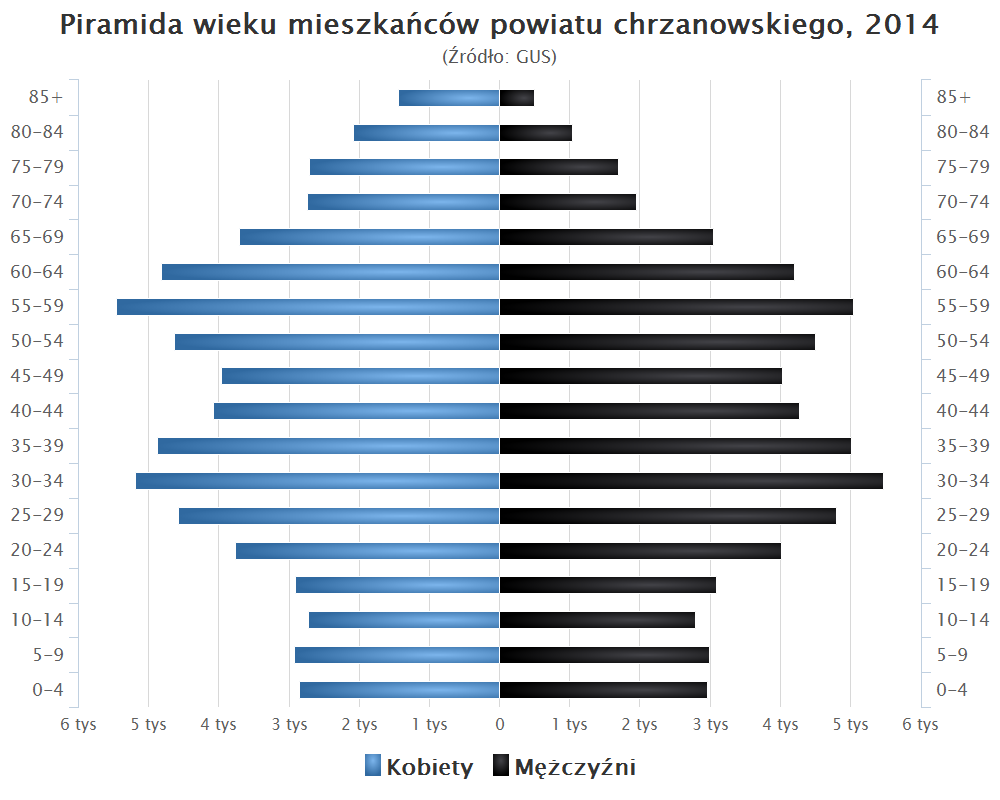
Piramida wieku mieszkańców powiatu chrzanowskiego w 2014 roku

Liczba ludności w poszczególnych gminach (dane z 2006, 2007 i 2008 źródło: GUS)
| Gmina     | Liczba mieszkańców (2008) | Liczba mieszkańców (2007) | Liczba mieszkańców (2006) | Udział w liczbie mieszkańców powiatu (2008) | Przyrost naturalny na 1000 ludności (2006/07) |
| Alwernia  | 12 717                    | 12 732                    | 12 726                    | 9,96%                                       | +0,47                                         |
| Babice    | 8 883                     | 8 873                     | 8 824                     | 6,96%                                       | +5,55                                         |
| Chrzanów  | 49 399                    | 49 499                    | 49 733                    | 38,70%                                      | -4,71                                         |
| Libiąż    | 22 685                    | 22 757                    | 22 846                    | 17,77%                                      | -3,90                                         |
| Trzebinia | 33 976                    | 33 998                    | 33 964                    | 26,61%                                      | +1,00                                         |
| Ogółem    | 127 660                   | 127 859                   | 128 093                   | 100,0%                                      | -1,83                                         |

### Kościoły i związki wyznaniowe
- 30 parafii rzymskokatolickich wraz z kościołami
- 5 zborów Świadków Jehowy z 4 Salami Królestwa[16][17][18][19]
- 1 kościół Baptystów
- 1 zbór Zrzeszenia Wolnych Badaczy Pisma Świętego
- 1 zbór Zielonoświątkowców

## Administracja
Mieszkańcy powiatu wybierają posłów na Sejm z okręgu wyborczego nr 12.

## Sąsiednie powiaty
- powiat olkuski
- powiat krakowski
- powiat wadowicki
- powiat oświęcimski
- Jaworzno (miasto na prawach powiatu)